# Omega Rojo
Omega Rojo o Rojo Omega (Arkady Rossovich, Omega Red en inglés) es un personaje ficticio que aparece en los cómics estadounidenses publicados por Marvel Comics, más comúnmente en asociación con los X-Men. En 2009, Omega Red fue clasificado como el 95º villano de cómics más grande de todos los tiempos por IGN.

## Historial de publicaciones
Su primera aparición fue en X-Men vol. 2 #4 (1992). Fue creado por Jim Lee y John Byrne.

## Biografía ficticia

### Origen
Poco se sabe sobre el pasado de Arkady Rossovich, excepto que era un asesino en serie que nació en Rusia. Fue capturado por el agente Sean Cassidy (Banshee) de la Interpol y entregado a la KGB, que quería experimentar y tratar de crear un supersoldado similar al Capitán América. Omega Rojo es el resultado final.
En otra versión del pasado de Omega Rojo, Arkady era un soldado soviético estacionado en una pequeña ciudad de Siberia. Él era un asesino, y sus crímenes eran fácilmente reconocibles debido al pequeño tamaño de la ciudad y el número limitado de víctimas potenciales. Fue capturado por sus compañeros y ejecutado sin juicio a través de un disparo en la parte posterior de la cabeza. Sus superiores se asombran cuando Arkady sobrevive a la ejecución y le recomiendan para el citado proyecto del supersoldado soviético, un proceso brutal, en el cual Arkady sobrevive únicamente debido a su naturaleza malvada y mezquina. Se convierte en un agente de inteligencia soviético y de la KGB.
El gobierno soviético implantó un retractable tentáculo de carbonadium en cada uno de los brazos de Omega Rojo. El carbonadium fue el intento de los soviéticos para recrear la aleación artificial conocido como adamantium. Es una forma más maleable de adamantium. Él las usa como armas. Él es capaz de "envolver" a una víctima en estos tentáculos y drenarle su energía vital. Esta vampírica tendencia es esencial para la supervivencia de Omega Rojo, pero los implantes de carbonadium, poco a poco lo envenenaron y se le obligó a drenar regularmente la energía de la vida de una persona para reforzar su sistema inmunológico. Con el fin de estabilizar su condición, Omega Rojo requiere el "sintetizador carbonadium", un dispositivo que fue robado por Wolverine, Maverick y Sabretooth durante su última misión juntos como el "Equipo X", auxiliados por la agente Janice Hollenbeck en 1960. Es a causa de su necesidad del sintetizador de carbonadium, que Omega Rojo ha buscado continuamente a estas tres personas en los últimos años, creyendo que pueden saber de su paradero. Mientras Sabretooth y Maverick podrían haber estado conscientes de su situación, se reveló finalmente que Wolverine en realidad no recuerda nada.
En algún momento en el pasado, el gobierno soviético decidió que Omega Rojo era demasiado impredecible y peligroso para confiar en él, por lo que había que ponerlo en animación suspendida hasta que un método se creara para poder controlarlo.

### Despertar
Tras la caída del comunismo en Rusia, Omega Rojo fue reanimado de su animación suspendida por Matsu'o Tsurayaba, quien dirigió su propia facción renegada del clan de ninjas conocido como La Mano. Omega Rojo se convirtió en un guerrero al servicio de Matsu'o Tsurayaba y fue llevado a creer que Wolverine conocía el paradero del sintetizador carbonadium que podría salvar su vida. Al atacar a Wolverine, él entró en conflicto con los X-Men muchas veces. En su primer encuentro en los tiempos modernos, Omega Rojo capturó a Wolverine y lo llevó a Tsurayaba, Fenris, y Cornelius en Berlín. Luchó contra los X-Men y Maverick y fue herido por Psylocke, aunque logró escapar. Más tarde, Omega Rojo luchó y cayó bajo el control mental del vampíro psíquico Soul Skinner en Siberia. El villano lo utilizó para luchar con Wolverine y los X-Men. Omega Rojo fue capaz de someter al equipo y capturar a Wolverine y Júbilo y después fue enviado a capturar a Coloso, que había escapado. Omega Rojo eludió la captura de parte de Wolverine después de la muerte del Soul Skinner. Más tarde luchó contra Chamber de Generation X, pero sufrió una derrota humillante.
Más tarde, trabajó para Neocommunist y trató de matar a un miembro de la organización Americomp, pero fue detenido por Daredevil y la Viuda Negra.
Omega Rojo fue empleado posteriormente por el gánster ruso Ivan Pushkin para incitar a una guerra entre la subversión terrorista de la organización Hydra y la tecnología de los proveedores de AIM.
Mientras trabajaba para el señor de la droga conocida como el General, Omega Rojo fue reclutado por Sabretooth para atacar a los amigos y familiares de Wolverine junto a Lady Deathstrike. Sabretooth había prometido tanto a Omega Rojo como a Deathstrike, información sobre casi todos los mutantes en la Tierra, pero traicionó a sus secuaces antes de darles la información.

### Mafia Roja y Muerte
Más tarde, Omega Red se convirtió en el jefe de la Mafía Roja, haciéndose pasar por un hombre de negocios legítimos, así como Wilson Fisk (Kingpin) en los EE. UU. Omega Red reanuda su búsqueda del sintetizador de carbonadium. Para ello, localiza a Maverick, que es la única persona que sabe la ubicación del sintetizador. Esto le lleva a una confrontación directa con Wolverine, que también ha buscado a Maverick con la esperanza de localizar el sintetizador. El resultado de este encuentro es que Wolverine engaña a Omega Rojo y lo pone bajo custodia de SHIELD.
Meses más tarde se supo que el Russian Black Ops Red Room compró la libertad de Omega Red, con la esperanza de usarlo para sus propios fines. Wolverine, Coloso y Nightcrawler se encuentran con él después de que se ha liberado de su amo. Omega Rojo es en gran medida impermeable a las garras de Wolverine, el Salón Rojo había estado experimentando en su cuerpo, en un esfuerzo para mejorar su factor de curación. Tras ser derrotado, Rojo cae de nuevo bajo custodia de SHIELD.
Gracias al enigmático Romulus, Omega Rojo es transferido a una cárcel normal rusa para establecer una trampa para Wolverine. Con la ayuda de Wild Child, su plan consiste en dejar caer a Logan en acero fundido. Sin embargo, cuando Wild Child se preparaba para terminar el trabajo, Omega Rojo le interrumpió. Mientras Wild Child y Omega Rojo pelean entre sí, Logan logra huir. Como consecuencia del combate, es Wild Child quien cae en el acero fundido.
Omega Rojo fue asesinado poco después, al ser apuñalado en el corazón con la hoja Muramasa de Wolverine.
Más tarde, Omega Rojo aparece en el infierno tratando de atacar a Wolverine, pero es rápidamente derribado cuando Wolverine lo agarra por los tentáculos y gira sobre él.

### Regreso
Recientemente Omega Red vuelve a la vida a través de un conjuro mágico realizado por el culto pagano de la iglesia rusa de San Mitrofan. Omega Red solo fue resucitado de forma temporal. Para mantenerse con vida, absorbe la energía vital de mucha gente. Los seguidores del culto atraen a los X-Men a Rusia, pues su objetivo es usar el poder mágico de Magik para regresarlo a la vida permanentemente.

## Poderes y habilidades
Omega Rojo es un mutante con fuerza superhumana y la habilidad de emitir feromonas letales de su cuerpo (esporas de muerte). Estas esporas producen la debilitación o muerte de los seres humanos que se encuentren cerca de él. La severidad de los efectos de sus esporas depende de la resistenica, salud, y la distancia relativa a la que se encuentren sus víctimas. Seres humanos normales morirían en cuestión de segundos al ser expuestos, mientras que seres con resistencia superior podrían resistir por minutos o por horas. Como contrapunto estas esporas son inflamables y en presencia de cualquier tipo de catalizador, sus esporas arden, como demostró Wolverine cuando roció a Omega con un catalizador
Omega Rojo posee tentáculos retractables hechos de carbonadium alojados dentro de sus brazos, el carbonadium es un aleación artificial que fue el intento de la antigua Unión Soviética para crear adamantium. El carbonadium es más maleable que el adamantium, y aunque es inmensamente más resistente que el acero, no es tan durable como el adamantium. El carbonadium es, sin embargo, indestructible para todos los fines prácticos. Omega Rojo es capaz de usar sus tentáculos como armas ofensivas altamente efectivas, usándolas frecuentemente como si fueran látigos durante el combate. La durabilidad natural de sus tentáculos, combinado con su fuerza física son suficientes para causar devastación en casi cualquier cosa que entra en contacto con ellos. Su esqueleto también está enlazado con carbonadium, haciéndolo altamente resistente al daño físico. Incluso dañar al carbonadium con adamantium requiere de una presión enorme. También viste una armadura estilo retro del ejército ruso. Esta armadura es suficiente para permitirle resistir un ataque de Chamber que hizo volar su cuerpo varias millas sin sufrir daño. 
Omega Rojo posee cierto grado de resistencia superhumana. Los tejidos de su cuerpo están endurecidos al punto en que son más resistentes a heridas y trauma que los de un humano ordinario. Es posible herir a Omega Rojo, pero su cuerpo es capaz de curarse con una eficiencia mayor que un ser humano ordinario: en X-Men vol. 2 #7, Omega Rojo se recuperó rápidamente de haber sido cortado en el rostro por una katana y de sufrir de un pulmón perforado. Omega Rojo es capaz de, temporalmente, incrementar su habilidad natural para curarse al sustraer la energía vital de otros seres humanos. A pesar de su resistencia física, es revelado en X-Men vol. 2 #7 que la mente de Omega Rojo es vulnerable a ataques telepáticos.En el episodio de la serie animada de "X-Men" que se llama "A Deal With The Devil" Omega Rojo se muestra también prácticamente invulnerable a la radiación nuclear.
Omega Rojo tiene la habilidad de sustraer la fuerza vital de otros humanos para mantener la suya. Omega Rojo puede hacer esto al capturar a sus víctimas con sus tentáculos. Debido a la presencia de carbonadium en su cuerpo, Omega Rojo debe sustraer la fuerza vital de otros de modo regular para conservar su propia salud. Únicamente el artefacto conocido como el sintetizador de carbonadium puede estabilizar su condición. Entre más fuerza vital absorbe, más fuerte se vuelve y más rápido sanan sus heridas.
Omega Rojo es también un excelente combatiente cuerpo a cuerpo y un estratega militar, habiendo vencido a enemigos como Cable (en una forma similar a como Whiplash venció a Iron Man). Fue entrenado en varias formas de combate con y sin armas por el gobierno Soviético y por diversas organizaciones a lo largo del mundo del crimen organizado de Japón. Altamente inteligente, ha adquirido rápidamente la habilidad de manejar organizaciones criminales.

## Otras versiones

### Era de Apocalipsis
En la continuidad de la Era de Apocalipsis, existía una versión diferente de Omega Rojo conocida únicamente como Rossovich. Tiene prácticamente las mismas habilidades que Omega Rojo de Tierra-616, con los tentáculos de carbonadium y el "factor de muerte". Sin embargo, era mucho más vulnerable porque no tenía una armadura roja y en cambio vestía un uniforme azul. En lugar de ser un homicida maniático, Rossovich lucía más cuerdo y con aspecto de una persona de negocios. Tenía contactos con la mutantes clandestinos y el mercado negro. En esta continuidad él era capaz de asegurar el acceso a comida, armas e información de valor. Domino acudió a Rossovich en busca de X-Men, pero Rossovich puso resistencia. En la pelea con Domino y Grizzly, Rossovich fue muerto por Domino, quien lo atravesó con su espada. Su presencia en la continuidad de la Era de Apocalipsis fue muy breve comparada con la que ha tenido su contraparte en la continuidad regular de Marvel.

### Ultimate Omega Rojo
En la continuidad de Marvel Ultimate, Omega Rojo hace una aparición de cameo como un enemigo de Spider-Man, notablemente en el #86 de la serie. No está del todo claro cuales son sus poderes, pero sus tentáculos parecen ser completamente orgánicos en lugar de estar hechos de carbonadium, y brotan del reverso de sus manos en lugar de brotar de las palmas. Tampoco está claro si esta versión de Omega Rojo posee la habilidad de secretar las esporas de muerte, aunque Wrecker señaló que el lugar donde estuvo Omega Rojo pudo haber sido rociada con 'tóxinas' por él mismo.

### Amalgam Comics
Omega Rojo se fusiona con la KGBestia de DC Comics para conformar a Omega Beast.

## En otros medios

### Televisión
- En X-Men, su voz en inglés fue doblada por Len Doncheff. Apareció en los episodios "Red Dawn" y "A Deal With The Devil."

- En X-Men: Evolution, su voz en inglés fue doblada por Richard Newman, su primera y única aparición fue en el episodio "Target X" en el que trabaja para Hydra, luego es apresado por Nick Fury. En este episodio hace referencia a varios de los colegas que Wolverine y Sabretooth solían tener en Arma X, los cuales no habían sido mencionados en la serie hasta ese momento, incluso nombró a Maverick, pero nada de esto fue profundizado antes de que la serie fuera cancelada.

- Omega Rojo también aparece como enemigo en la serie de Marvel Anime: Wolverine, exactamente en el Capítulo 3, luego de que Wolverine esté a punto de acabar con un enemigo. En esta versión es interpretado por Ryūzaburō Ōtomo.

### Cine
El director Brett Ratner mencionó en una entrevista para la revista Starlog (#345) que Omega Rojo aparecería en la película X-Men: The Last Stand, pero esto fue negado posteriormente por el escritor Zak Penn. Supuestamente Omega Rojo hubiera aparecido en la película, interpretado por Vince Murdocco.
En la película animada Hulk vs Wolverine aparece como uno de los miembros de Arma X junto a Deadpool, Sabretooth y Lady Deathstrike. Su objetivo era capturar a Hullk en ElkFord. Fue vencido por el mismo Hulk siendo aplastado por Hulk y las ruinas del edificio
Omega Red hace un cameo en la película Deadpool 2 de 2018, siendo uno de los mutantes recluidos en la prisión de máxima seguridad donde encierran Wade y Firefist

### Videojuegos
Omega Rojo es un personaje seleccionable en los juegos de pelea de Capcom, X-Men: Children of the Atom, Marvel Super Heroes vs. Street Fighter, y Marvel vs Capcom 2. Su factor de muerte mutante está presente aquí como uno de sus ataques normales así como el "Energy Drain" que le permite absorber la barra de super de los oponentes y agregarse energía a sí mismo.
Omega Rojo también aparece en los videojuegos X-Men Legends II: Rise of Apocalypse y X2: Wolverine's Revenge, además de aparecer como una simulación de realidad virtual en la Sala de Peligro en el juego X-Men: Mutant Apocalypse para la consola Super Nintendo.
Omega Rojo es un personaje jugable en Marvel Contest of Champions, para Android y iOS.